# HD 219134 g
HD 219134 g è un pianeta extrasolare orbitante intorno alla stella HD 219134 ed è il sesto ad essere stato scoperto. È l'unico che avrebbe la possibilità di ospitare la vita, trovandosi vicino al limite più interno della zona abitabile ottimistica. Non è però ancora chiaro se sia una Super Terra o un mininettuno, oppure un pianeta oceanico, poiché essendo sconosciuto il raggio non è possibile calcolarne la densità. 

## Abitabilità
Nel caso avesse un'albedo simile a quella terrestre (0,3), la sua temperatura di equilibrio sarebbe di circa 300 K, rispetto ai 255 K della Terra. Una temperatura decisamente più alta anche senza tenere conto dell'effetto serra dell'atmosfera, che un pianeta più massiccio possiede quasi certamente più densa di quella terrestre. La zona abitabile della stella è infatti compresa tra 0,46 e 0,91 UA dalla stella,  quindi è possibile che 219134 g possa assomigliare più a Venere, per le sue condizioni superficiali, piuttosto che alla Terra.